# Lucas Calegari
Lucas Felipe Calegari (Cuiabá, 27 febbraio 2002) è un calciatore brasiliano, difensore dell'Eyüpspor.

## Caratteristiche tecniche
È un terzino destro molto versatile che può essere utilizzato anche come mediano o mezzala.

## Carriera
Cresciuto nel settore giovanile del Fluminense, ha esordito in prima squadra il 22 agosto 2020 disputando l'incontro del Brasileirão vinto 1-0 contro l'Athl. Paranaense.
Nella stagione 2024-2025 ha giocato in prestito al Famalicão, club della prima divisione portoghese.

## Statistiche

### Presenze e reti nei club
Statistiche aggiornate al 18 aprile 2025.
| Stagione          | Squadra           | Campionato        | Campionato | Campionato | Coppe nazionali | Coppe nazionali | Coppe nazionali | Coppe continentali | Coppe continentali | Coppe continentali | Altre coppe | Altre coppe | Altre coppe | Totale | Totale |
| Stagione          | Squadra           | Comp              | Pres       | Reti       | Comp            | Pres            | Reti            | Comp               | Pres               | Reti               | Comp        | Pres        | Reti        | Pres   | Reti   |
| ----------------- | ----------------- | ----------------- | ---------- | ---------- | --------------- | --------------- | --------------- | ------------------ | ------------------ | ------------------ | ----------- | ----------- | ----------- | ------ | ------ |
| 2020              | Fluminense        | A/RJ+A            | 0+22       | 0          | CB              | 3               | 0               | CS                 | -                  | -                  | -           | -           | -           | 25     | 0      |
| 2021              | Fluminense        | A/RJ+A            | 8+14       | 0          | CB              | 1               | 0               | CL                 | 6                  | 0                  | -           | -           | -           | 29     | 0      |
| 2022              | Fluminense        | A/RJ+A            | 8+10       | 1+0        | CB              | 1               | 0               | CL+CS              | 4+3                | 0                  | -           | -           | -           | 26     | 1      |
| gen.-feb. 2023    | Fluminense        | A/RJ+A            | 4+0        | 0          | CB              | -               | -               | CL                 | -                  | -                  | Cmc         | -           | -           | 4      | 0      |
| 2023              | LA Galaxy         | MLS               | 22         | 0          | USOC            | 3               | 0               | -                  | -                  | -                  | LC          | 2           | 0           | 27     | 0      |
| gen.-lug. 2024    | Fluminense        | A/RJ+A            | 0+2        | 0          | CB              | 0               | 0               | CL                 | 0                  | 0                  | RS          | -           | -           | 2      | 0      |
| Totale Fluminense | Totale Fluminense | Totale Fluminense | 20+48      | 1+0        |                 | 5               | 0               |                    | 13                 | 0                  |             | -           | -           | 86     | 1      |
| 2024-2025         | Famalicão         | PL                | 18         | 0          | CP+CdL          | 2+0             | 0               | -                  | -                  | -                  | -           | -           | -           | 20     | 0      |
| Totale carriera   | Totale carriera   | Totale carriera   | 108        | 1          |                 | 10              | 0               |                    | 13                 | 0                  |             | 2           | 0           | 133    | 1      |

## Palmarès

### Club

#### Competizioni statali
- Campionato Carioca: 1

Fluminense: 2022
- Taça Guanabara: 1

Fluminense: 2022

#### Competizioni internazionali
- Recopa Sudamericana: 1

Fluminense: 2024